# Nadstawki
Nadstawki es un pueblo en el distrito administrativo de la Gmina de Odolanów, inserta en el distrito de Ostrów Wielkopolski, Voivodato de Gran Polonia, en el centro oeste de Polonia., Se encuentra aproximadamente a 7 kilómetros al este de Odolanów, a 11 kilómetros al sureste de Ostrów Wielkopolski, y a 110 kilómetros al sureste de la capital regional Poznań.